# Ґурниця (Великопольське воєводство)
Ґурниця (пол. Górnica, нім. Gornitz) — село в Польщі, у гміні Тшцянка Чарнковсько-Тшцянецького повіту Великопольського воєводства.
Населення — 137 осіб (2011).
У 1975-1998 роках село належало до Пільського воєводства.

## Демографія
Демографічна структура станом на 31 березня 2011 року:
|          | Загалом | Допрацездатний вік | Працездатний вік | Постпрацездатний вік |
| -------- | ------- | ------------------ | ---------------- | -------------------- |
| Чоловіки | 58      | 3                  | 43               | 12                   |
| Жінки    | 79      | 21                 | 40               | 18                   |
| Разом    | 137     | 24                 | 83               | 30                   |